# Péni (departamento)
Péni é um departamento ou comuna da província de Houet no Burkina Faso. A sua capital é Péni.
Em 1 de julho de 2018 tinha uma população estimada em 54708 habitantes.